# 仮面のメイドガイ・強制ご奉仕ラジオ
仮面のメイドガイ・強制ご奉仕ラジオは、テレビアニメ作品『仮面のメイドガイ』の関連番組としてアニメイトTVにて配信されていたインターネットラジオ番組。
月刊ドラゴンエイジ2008年5月号に付属されたDVDに第0回が収録されており、マイ・フェア・レディのコーナー誕生のエピソードが収録されていた。

## 概要
- 配信期間：2008年4月10日 - 7月31日
- 配信日：毎週木曜日
- 配信サイト：アニメイトTV
- メインパーソナリティ：井口裕香（富士原なえか役）
- アシスタント：小山力也（コガラシ役）

## コーナー
ふつうのおたより
普通のお便りを紹介する。
井口裕香のマイ・フェア・レディ
井口裕香が小山力也を誘惑、悩殺できるシチュエーションや台詞などをリスナーから募集し井口が実践するコーナー。
小山が色っぽかったどうかを判定し、誘惑、悩殺されたと判定された場合はメイドガイバッチが井口に与えられる。
このコーナーは井口が20歳を迎える前に達成したいことはと聞かれて『色っぽくなりたい』と発言したことから誕生した。
今日のファイン!
リスナーが遭遇した有り得ないような状況を募集し、発表していく。
任せて安心メイドガイ
リスナーの悩みをコガラシ（小山力也）が解決するコーナー。

## 放送リスト
| 放送回 | 配信日        | サブタイトル                                                       |
| ------ | ------------- | ------------------------------------------------------------------ |
| 第01回 | 2008年4月10日 | 『「小山力也」は11画だぞ、ご主人!』                                |
| 第02回 | 2008年4月17日 | 『セクシーへの道は険しいぞ、ご主人!』                              |
| 第03回 | 2008年4月24日 | 『素直なココロのトキメキが欲しいぞ、ご主人!』                      |
| 第04回 | 2008年5月1日  | 『「新橋」は違わないか、ご主人!』                                  |
| 第05回 | 2008年5月8日  | 『天才画伯来たるぞ、ご主人!』                                      |
| 第06回 | 2008年5月15日 | 『メイドガイバッチもポイポイ捨てるのか、ご主人!』                  |
| 第07回 | 2008年5月22日 | 『「仮面のメイドガイ」の主題歌が発売中だぞ、ご主人』               |
| 第08回 | 2008年5月29日 | 『オレはぴんぴんしているぞ、ご主人!』                              |
| 第09回 | 2008年6月5日  | 『11月か12月…それとも10月でしたっけって、どういうことだ、ご主人!』 |
| 第10回 | 2008年6月12日 | 『嵐の予感がするぞ、ご主人!』                                      |
| 第11回 | 2008年6月19日 | 『今週はカオスの予感がするぞ、ご主人！』                           |
| 第12回 | 2008年6月26日 | 『桃色の香り、ってどういうことだご主人』                           |
| 第13回 | 2008年7月3日  | 『公録開催が決まったぞ、ご主人！』                                 |
| 第14回 | 2008年7月11日 | 『プレゼントは自分の力で勝ち取るのだ、ご主人！』                   |
| 第15回 | 2008年7月17日 | 『公開録音スペシャルだぞ、ご主人！』                               |
| 第16回 | 2008年7月24日 | 『オレはこの半年間、何をやってきたんだ、ご主人！』                 |
| 第17回 | 2008年7月31日 | 『また会う日までだ、ご主人！』                                     |

## ゲスト
- 第3、13回：豊口めぐみ（フブキ役）
- 第4、12回：加藤英美里（和泉英子役）
- 第5、11回：小林ゆう（平野美和役・画伯）
- 第6、16回：藤田咲（エリザベス・Ｋ・ストロベリーフィールド役）
- 第7回：神田朱未（シズク役）・KOTOKO
- 第8回：阪口大助（富士原幸助役）
- 第10回：柚木涼香（巫女役）

## ラジオCD
- DJCD 仮面のメイドガイ-強制ご奉仕ラジオ- Vol.1（2008年7月25日発売）
  - 名作My Fair Ladyを丸パクリしたジャケットが目印
- DJCD 仮面のメイドガイ-強制ご奉仕ラジオ- Vol.2（2008年9月26日発売）